# Дворац Малдегхем
Дворац Малдегхем данас Зграда културног центра налази се у Новом Кнежевцу, изграђен је 1910. године за грофовску породицу Малдегхем по којима је зграда и добила име. Зграда представља непокретно културно добро као споменик културе.
У дворцу Малдегхем већ деценијама смештена је Народна библиотека „Бранислав Нушић” и стециште је свих важнијих културних дешавања у граду. Смештен је у парку који је заштићени споменик пејзажне архитектуре.
Пре него што је у дворац Малдегхемових смештена библиотека, ту је после Другог светског рата једно време била болница, па интернат, управа полиције и банка. На зиду крај споредног улаза остала је још узидана мермерна плоча са рељефним приказом заштитника свих ловаца Светог Хуберта и јелена, коју је мајка грофа Kарла Малдегхема, Вилма Бетхлем, донела из Ердеља са имања њене племићке породице.

## Архитектура дворца
Дворац грофа Малдегхема изграђен је као слободностојећа, приземна грађевина, окружена негованим парком у коме су до данас сачувана стабла ретког дрвећа, а испред је запуштена округла фонтана. Основна концепција одређена је идејом „пољског дворца” какви су се градили у задњој деценији 19. и почетком 20. века са стилским карактеристикама еклектике. Правоугаоне је основе, приближно симетричног распореда простора, осим мањих одступања у унутрашњој организацији простора. Подужно је оријентисан са мансардним узвишењем средишњег дела крова. Главни улаз је на подужној страни смештен у централни, плитки ризалит који је некада, према старој разгледници, у кровној зони завршавао балустрадом на угловима маркираном акротеријима, а централно таласастим, барокним тимпаноном са вазом на темену. У истом нивоу, неправилном троугаоном атиком, маркираном са два бочна стубића, завршавају се два плитка ризалита смештена централно на бочним крилима. По хоризонтали је фасада издељена кордонским профилисаним венцем, а у поткровљу тече низ дентикула. На предњој фасади отвори су симетрично распоређени. Бочно од централног улаза, који је временом девастиран, тече низ од четири ритмички постављена лучно завршена прозора са „Т” поделом окана. Испод прозора су некада постојале балустраде. Отвори су маркирани канелираним пиластрима који носе сецесијски мотив у виду испуста са зупчастим низом, какав се јавља и изнад отвора наслоњен на кордонски венац.
Зидно платно је између отвора изведено у имитацији правоугаоних камених блокова. Испред главног улаза извучена је тераса оивичена каменом балустрадом. Бочне фасаде су решене на исти начин, док је зачеона фасада временом претрпела измене и данас је једноставног, равног зидног платна са равно решеним свим отворима.
Кров је сложен, покривен етернит плочама, некад са акротеријима на врху.

## Галерија
- Дворац Малдегхем, Нови Кнежевац
- Дворац Малдегхем, Нови Кнежевац
- Дворац Малдегхем, Нови Кнежевац
- Дворац Малдегхем, Нови Кнежевац
- Дворац Малдегхем, Нови Кнежевац
- Дворац Малдегхем, Нови Кнежевац
- Дворац Малдегхем, Нови Кнежевац